# Lijst van schrijvers uit het Caribisch deel van het Koninkrijk der Nederlanden
Hieronder staat een alfabetische lijst van schrijvers uit het Caribisch deel van het Koninkrijk der Nederlanden (de zes eilanden die behoorden tot de Nederlandse Antillen), van proza, poëzie, toneel en jeugdboeken, die worden gerekend tot de literatuur van het Caribisch deel van het Koninkrijk der Nederlanden.
Bij auteurs die onder pseudoniem publiceerden staat de werkelijke naam tussen haakjes vermeld.
- Frank Martinus Arion (Frank Efraim Martinus)
- Aliefka Bijlsma
- Aletta Beaujon
- Lucille Berry-Haseth
- Oda Blinder (Yolanda Corsen)
- Hubert Booi
- Eric de Brabander
- Maghalie van der Bunt-George
- Roland Colastica
- Desiree Correa
- Josette Daal
- Luis Daal
- Cola Debrot (Nicolaas Debrot)
- Miep Diekmann
- Sonia Garmers
- Rob Groenhof
- Henry Habibe

- Carel de Haseth
- Bernadette Heiligers
- Elodie Heloise
- Denis Henriquez
- Siny van Iterson
- Will Johnson
- Edward de Jongh
- Gustaaf de Jongh
- Elis Juliana
- Pierre Lauffer
- Diana Lebacs
- Boeli van Leeuwen
- Joan Leslie
- Troetje Loewenthal
- Ken Mangroelal
- Hemayel Martina
- Adi Martis
- Tip Marugg

- Loekie Morales
- Quito Nicolaas
- René van Nie
- Olga Orman
- Jules de Palm
- Walter Palm
- Nilda Pinto
- Jacobus Josephus Putman
- Philip Rademaker
- Myra Römer
- René de Rooy
- Lasana M. Sekou
- Wycliffe Smith
- Jacques Thönissen
- Adolfo Wolfschoon
- Erich Zielinski